# Joaquín Caparrós
Joaquín de Jesús Caparrós Camino (Utrera, Sevilla, 15 de octubre de 1955), conocido como Joaquín Caparrós, es un entrenador de fútbol, que actualmente dirige al Sevilla F.C.

## Trayectoria

### Inicios
Empezó como infantil en el Sevilla F. C., pero al emigrar sus padres a Madrid pasa a formar parte del Balmaseda Real Madrid, pasar por el C. D. Leganés de Tercera División durante la temporada 77-78 y recalar las temporadas posteriores en equipos de categoría regional, tanto de Primera como de Segunda, decidió iniciar la carrera como entrenador a la edad de 26 años. Comenzó su andadura como entrenador en 1981 en el San José Obrero conquense.

### R. C. Recreativo de Huelva y Villarreal C. F.
El gran paso adelante como entrenador lo logró en 1996, cuando fue contratado por el R. C. Recreativo de Huelva. Después de tres años de éxito y el ascenso a la Segunda División de España con el conjunto onubense; fichó por el Villarreal C. F. en junio de 1999, pero solo estuvo siete jornadas en el banquillo ya que sus planteamientos no acabaron de cuajar.
Además de sus actividades en el día a día como entrenador de club, desde 1998 hasta 2018 se hizo cargo de la Selección de fútbol de Andalucía.

### Sevilla F. C.
Su período de mayor éxito fueron 5 años en el Sevilla F. C. de su Andalucía natal. Llegó al club sevillista en verano de 2000, y en los años siguientes logró clasificarlo en dos ocasiones para la Copa de la UEFA. Dirigió el equipo en una situación caracterizada por unos recursos financieros escasos basada en el trabajo de las categorías inferiores del club; cuando llegó, el equipo andaluz estaba en Segunda División y lo dejó situado en la élite del fútbol español. Durante esta etapa sentó las bases de un equipo que más tarde lograría importantes éxitos, consolidándose bajo sus órdenes jugadores como Jesús Navas, José Antonio Reyes, Sergio Ramos, Daniel Alves o Júlio Baptista, entre otros. A partir de 2005 quería comenzar un nuevo proyecto, y a continuación rechazó la extensión del contrato propuesta por el Sevilla.

### R. C. Deportivo de La Coruña
Acto seguido, fichó por el R. C. Deportivo de La Coruña. Sin clasificarse para competiciones europeas en la primera temporada y con el equipo gallego en una situación económica comprometida con una plantilla con jugadores jóvenes, en la que en 2007 el descenso fue una seria amenaza, el entrenador abandonó el club por su cuenta y abrió el camino para su sucesor. Durante la etapa deportivista se consiguieron los objetivos, aunque el buen juego brilló por su ausencia. Tampoco gustaron entre los aficionados las polémicas salidas por la puerta de atrás de jugadores emblemáticos del club como Diego Tristán o Lionel Scaloni.

### Athletic Club
Tras dos años en Riazor, en verano de 2007 firmó por el Athletic Club. Durante su primera temporada, el Athletic acabó 11.º en Liga tras dos temporadas en las que había rozado el descenso. En su segunda temporada, el equipo bilbaíno se clasificó para la final de la Copa del Rey, que acabó perdiendo frente al F. C. Barcelona por 1-4. Posteriormente, renovó su contrato con el Athletic hasta junio de 2011, antes de llevar al conjunto bilbaíno al 8.º puesto en la Liga 2009-10. El 7 de julio de 2011, después de clasificar al equipo para la Europa League al terminar 6.º en la Liga 2010-11, Caparrós abandonó el Athletic a pesar de tener un preacuerdo de renovación con el entonces presidente, Fernando García Macua, debido a que este perdió las elecciones a la presidencia del club.

### Neuchâtel Xamax F. C.
En verano de 2011, se marchó al Neuchâtel Xamax F. C. suizo, el cual abandona ese mismo verano -tras sólo 5 jornadas- por conflictos con el dueño del club. Todo ocurrió, al parecer, a la finalización de un partido de liga, el cual se empató. El dueño y presidente del Neuchâtel Xamax bajó al vestuario con su guardaespaldas donde se encontraba todo el equipo junto con el entrenador, y teniendo en cuenta que tanto el dueño como su guardaespaldas iban armados, se vivieron momentos muy desconcertantes por parte de los allí presentes.

### R. C. D. Mallorca
El 3 de octubre de 2011, volvió a los banquillos españoles de la mano del R. C. D. Mallorca. El 21 de abril de 2012, tras ganar 1-0 en el Iberostar Estadi al Real Zaragoza, consigue la permanencia en Primera División con el club bermellón a falta de cuatro jornadas para el final. Con la llegada de Caparrós, el conjunto balear tuvo un promedio de puntos de Champions.
A pesar de que se especuló con un posible regreso al Sevilla F. C., finalmente renovó su contrato con la entidad mallorquinista para la temporada 2012-13. Aunque el equipo comenzó bien la campaña, poco a poco fue perdiendo posiciones hasta caer a zona de descenso. Después de conseguir sólo 3 puntos en 17 partidos, el 4 de febrero de 2013, el R. C. D. Mallorca hizo oficial la destitución de Caparrós.
El resto de la temporada fue el analista técnico de los partidos de fútbol en Cuatro.

### Levante U. D.
El 9 de junio de 2013, fue confirmado como nuevo técnico del Levante U. D. para la temporada 2013-14. Con este modesto equipo logró la permanencia al terminar en la décima plaza en Liga, pero no llegó a un acuerdo con el club para renovar su contrato.

### Granada C. F.
El 28 de mayo de 2014, el Granada C. F. anunció su fichaje por dos temporadas con opción a una tercera. Pese a que el equipo nazarí comenzó la Liga con buen pie, con 8 puntos en los 4 primeros partidos, luego entró en una mala racha de 14 jornadas sin ganar que lo llevaron a puestos de descenso. Fue despedido el 16 de enero de 2015, dejando al conjunto andaluz como colista, con 14 puntos en 18 partidos.

### C. A.  Osasuna
El 8 de noviembre de 2016, se convirtió en el nuevo entrenador del C. A. Osasuna hasta junio de 2018. Sin embargo, fue cesado el 5 de enero de 2017, tras sumar 7 derrotas en sus 8 partidos al frente del equipo navarro.

### Al-Ahli S. C.
El 26 de mayo de 2017, firmó como nuevo técnico del Al-Ahli S. C. Dimitió tras 7 meses en el cargo por motivos personales. Dejó al club en sexta posición con un total de 4 victorias y 2 empates en 11 partidos disputados.

### Sevilla F. C.
El 28 de abril de 2018, tras una serie de malos resultados, el Sevilla F. C. tomó la decisión de prescindir de Vincenzo Montella y contratarlo como su sustituto en el banquillo hispalense hasta el final de la Liga. Logró 10 puntos de 12 posibles que situaron al equipo en 7.ª posición al término del campeonato, y posteriormente, se convirtió en el nuevo director deportivo de la entidad.
El 15 de marzo de 2019, volvió a tomar el cargo de entrenador tras la destitución de Pablo Machín debido a la eliminación de la Liga Europa. El 17 de marzo se cumplía su partido número 500 en los banquillos de Primera División. Al final de temporada, logró clasificar 6.º al conjunto sevillano, lugar que daba acceso a la Europa League.
El 22 de mayo de 2019 se oficializó su no continuidad como entrenador del equipo sevillista, pero seguirá ligado a la entidad nervionense en el organigrama deportivo como director de desarrollo de talentos.

### Armenia
El 10 de marzo de 2020 se convirtió en nuevo seleccionador de la selección de Armenia. En su estreno con el equipo en la Liga de Naciones 2020-21 pierde contra Macedonia por 2 a 1. Al derrotar a esa misma selección el 18 de noviembre de 2020, consiguió el ascenso a la Liga B de la UEFA Nations League al quedar primero de su grupo. El 29 de septiembre de 2022, abandonó el cargo de mutuo acuerdo con la FFA, tras el descenso a la Liga C en la UEFA Nations League 2022-23.

### Sevilla F. C.
El 14 de abril de 2025, fue presentado como nuevo técnico sevillista hasta final de temporada.

## Clubes

### Como jugador
- Real Madrid C. F. (Juvenil A, Amateur y Castilla)
- C. D. Leganés
- Unión Balompédica Conquense
- A . D. Tarancón

### Como entrenador
Actualizado a 25 de mayo de 2025
| Club                            | País    | Año       | P   | PG  | PE | PP | % ptos. |
| ------------------------------- | ------- | --------- | --- | --- | -- | -- | ------- |
| San José Obrero C. F.           | España  | 1981−1984 |     |     |    |    |         |
| Campillo C. F.                  | España  | 1984−1986 |     |     |    |    |         |
| Motilla del Palancar C. F.      | España  | 1986−1989 |     |     |    |    |         |
| Selección de Castilla-La Mancha | España  | 1989−1990 |     |     |    |    |         |
| C. F. Gimnástico de Alcázar     | España  | 1990−1992 |     |     |    |    |         |
| U. B. Conquense                 | España  | 1992−1993 |     |     |    |    |         |
| Manzanares C. F.                | España  | 1994−1995 |     |     |    |    |         |
| Moralo CP                       | España  | 1995−1996 |     |     |    |    |         |
| Recreativo de Huelva            | España  | 1996−1999 | 140 | 61  | 44 | 35 | 54.05%  |
| Selección de Andalucía          | España  | 1998−2000 | 3   | 3   | 0  | 0  | 100%    |
| Villarreal C. F.                | España  | 1999      | 7   | 2   | 3  | 2  | 42.86%  |
| Sevilla F. C.                   | España  | 2000−2005 | 226 | 102 | 55 | 69 | 53.24%  |
| Deportivo de La Coruña          | España  | 2005−2007 | 98  | 38  | 25 | 35 | 47.28%  |
| Athletic de Bilbao              | España  | 2007−2011 | 187 | 70  | 44 | 73 | 45.28%  |
| Neuchâtel Xamax                 | Suiza   | 2011      | 5   | 1   | 3  | 1  | 40.00%  |
| R.C.D. Mallorca                 | España  | 2011−2013 | 64  | 19  | 16 | 29 | 38.02%  |
| Levante U. D.                   | España  | 2013−2014 | 44  | 14  | 13 | 17 | 31.82%  |
| Granada C. F.                   | España  | 2014      | 22  | 3   | 9  | 10 | 27.27%  |
| C. A. Osasuna                   | España  | 2016−2017 | 8   | 1   | 0  | 7  | 12.50%  |
| Al-Ahli Doha                    | Catar   | 2017      | 11  | 4   | 2  | 5  | 42.42%  |
| Sevilla F. C.                   | España  | 2018      | 4   | 3   | 1  | 0  | 83.33%  |
| Sevilla F. C.                   | España  | 2019      | 11  | 6   | 1  | 4  | 57.58%  |
| Selección de Armenia            | Armenia | 2020-2022 | 26  | 8   | 6  | 12 | 38.46%  |
| Sevilla F. C.                   | España  | 2025      | 7   | 1   | 2  | 4  | 23.81%  |

## Palmarés
Con el Athletic Club
- Subcampeón de Copa del Rey (1): 2008/09.
- Subcampeón de Supercopa de España (1): 2009.

Con el Sevilla F. C.
- Segunda División de España (1): 2000/01.
- Ascenso a Primera División en 2001.

Con el Recreativo de Huelva
- Subcampeón de Segunda División B de España (1): 1997/98.
- Ascenso a Segunda División en 1998.

Con la U. B. Conquense
- Subcampeón de Tercera División de España (1): 1992/93.

Selección de Armenia
- Campeón de Liga C de la Liga de Naciones: 2020/21.
- Ascenso a Liga B de la Liga de Naciones: 2020/21.

### Distinciones individuales
- Medalla de oro de la Provincia de Sevilla: 2019.[45]
- Premios de San Ildefonso: 2022.[46]
- Banquillo de Oro: 2023[47]